# Frank Ostholt
Frank Ostholt (n. 23 septembrie 1975, Warendorf, Republica Federală Germania, Germania) este un sportiv german, medaliat olimpic. A participat la o ediție a Jocurilor Olimpice (2008) în care a câștigat o medalie de aur.

## Participări
Lista de mai jos prezintă principalele competiții la care a participat Frank Ostholt de-a lungul carierei.
- equestrian at the 2008 Summer Olympics – team eventing[*]